# Маложин
Ма́ложин
 (бел. Малажын) — агрогородок в Маложинском сельсовете Брагинского района Гомельской области Беларуси. Административный центр Маложинского сельсовета.

## География

### Расположение
В 24 км на юго-восток от Брагина, 50 км от железнодорожной станции Хойники (на ветке Василевичи — Хойники от линии Калинковичи — Гомель), 154 км от Гомеля.

## Транспортная сеть
Транспортные связи по просёлочной дороге Жиличи — Малейки, затем автомобильной дороге Комарин — Брагин.
Планировка состоит из прямолинейной улицы, ориентированной с юго-запада на северо-восток, параллельно которой на востоке проходит короткая улица, а с запада присоединяются ещё 4 короткие улицы, которые образуют довольно плотную застройку. Жилые дома преимущественно деревянные усадебного типа.
В 1986—1987 годах построены кирпичные дома на 79 квартир, в которых разместились переселенцы из мест, загрязнённых радиацией в результате катастрофы на Чернобыльской АЭС.

## История
Обнаруженные в XIX веке археологические памятники свидетельствуют о деятельности человека в этих местах с древних времён. По письменным источникам известна с XVIII века как деревня в Деряжитской волости Речицкого уезда Минской губернии. В 1850 году 57 дворов, 390 жителей, владение Юдицких. В 1897 году здесь имелись школа грамоты, хлебозапасный магазин, лавка, трактир; рядом находился одноимённый фольварк. В результате пожара 24 июля 1902 года сгорело 108 дворов.
С 8 декабря 1926 года центр Маложинского сельсовета Брагинского района Речицкого (с 9 июня 1927 года по 26 июля 1930 года — Гомельского) округов, с 20 февраля 1938 года — Полесской, с 8 января 1954 года — Гомельской областей.
В 1930 году здесь располагались школа, изба-читальня, отделение потребительской кооперации, ветряная мельница (с 1908 года), нефтяная мельница (с 1930 года), шерстечесальня. В 1931 году здесь были организованы колхозы «Красное хозяйство» и «Первомайск». Во время Великой Отечественной войны немецкие оккупанты разместили в деревне свой гарнизон, разгромленный в дальнейшем партизанами. В сентябре 1943 года каратели сожгли 119 дворов и убили 3 жителей. В боях за освобождение деревни в октябре 1943 года погибли 7 солдат (похоронены в братской могиле в центре деревни). На фронтах и в партизанской борьбе погибли 174 местных жителя, в память о которых в 1967 году в сквере возведён обелиск. В 1959 году в деревню переселились жители посёлка Воровщина (не существует). Центр колхоза «Первомайск». Располагались ветеринарный участок, швейная мастерская, средняя школа, Дом культуры, библиотека, фельдшерско-акушерский пункт, детский сад, отделение связи, 2 магазина.
Поблизости — месторождения железняков и торфа.
25 сентября 2009 года деревня Маложин преобразована в агрогородок.

## Инфраструктура
Дом культуры, средняя школа, детский сад, центр бытового обслуживания населения, магазин

## Население

### Численность
- 2004 год — 202 хозяйства, 599 жителей

### Динамика
- 1850 год — 57 дворов, 390 жителей
- 1897 год — 125 дворов, 892 жителя (согласно переписи)
- 1930 год — 143 двора, 750 жителей
- 1959 год — 718 жителей (согласно переписи)
- 2004 год — 202 хозяйства, 599 жителей

## Культура
- Музей ГУО "Маложинская средняя школа"

## Достопримечательность
- Храм Казанской иконы Божией Матери
- Памятник землякам, погибшим в Великой Отечественной войне